# Магалашвили, Иосиф Ираклиевич
Иосиф (Сосо) Ираклиевич Магалашвили (род. 2 сентября 1952, Метехи) — советский самбист, победитель Кубка СССР 1975 года, чемпион и призёр чемпионатов СССР и мира. Выступал в легчайшей весовой категории (до 52 кг). Представлял спортивное общество «Динамо» (Тбилиси).
Первое время занимался вольной борьбой. После поражения на чемпионате СССР 1972 года от Владимира Юмина переключился на самбо, в котором добился больших успехов. В 1974—1977 годах четырежды подряд становился чемпионом СССР по самбо. В 1979 году стал серебряным призёром чемпионата страны.

## Выступления на чемпионатах страны
- Чемпионат СССР по самбо 1974 года — ;
- Кубок СССР по самбо 1975 года — ;
- Борьба самбо на летней Спартакиаде народов СССР 1975 года — ;
- Чемпионат СССР по самбо 1976 года — ;
- Чемпионат СССР по самбо 1977 года — ;
- Борьба самбо на летней Спартакиаде народов СССР 1979 года — ;